# سرنینن
سُرْنَیْنِن (به فنلاندی: Sörnäinen) یک منطقهٔ مسکونی در فنلاند است که در هلسینکی واقع شده‌است. سرنینن ۱٬۶۶ کیلومتر مربع مساحت و ۷٬۰۵۲ نفر جمعیت دارد.